# Anadarko
Anadarko é uma cidade localizada no estado norte-americano de Oklahoma, no Condado de Caddo.

## Demografia
Segundo o censo norte-americano de 2000, a sua população era de 6645 habitantes. 
Em 2006, foi estimada uma população de 6534, um decréscimo de 111 (-1.7%).

## Geografia
De acordo com o United States Census Bureau tem uma área de 
18,6 km², dos quais 18,4 km² cobertos por terra e 0,2 km² cobertos por água.

## Localidades na vizinhança
O diagrama seguinte representa as localidades num raio de 20 km ao redor de Anadarko. 